# ماكس هينديل
ماكس هينديل (بالدنماركية: Carl Louis Fredrik Grasshoff)‏‏ (23 يوليو 1865 في آرهوس - 6 يناير 1919 في أوسيانسيدي، سان ديغو، كاليفورنيا) كاتب، ومنجم، وغموضي من الولايات المتحدة.

## روابط خارجية
- ماكس هينديل على موقع الموسوعة البريطانية (الإنجليزية)